# Bryan Forbes
Bryan Forbes (22 de julio de 1926 - 8 de mayo de 2013) fue un director de cine, militar, guionista, novelista y actor inglés. Nació en Stratford, Londres y era más conocido por dirigir la película de terror The Stepford Wives (1975). Más tarde se convirtió en novelista.

## Biografía
Bryan Forbes nació como John Theobald Clarke el 22 de julio de 1926 en el Hospital de Queen Mary, Stratford, West Ham, Essex.
Forbes se formó como actor en la Academia Real de las Artes Dramáticas, pero no completó sus estudios. Después del servicio militar de 1945 a 1948, desempeñó numerosos papeles secundarios en películas británicas como The Colditz Story (1955), junto a John Mills, además de aparecer en escena, pero se vio obligado a cambiar su nombre con el British Equity para evitar la confusión con el actor adolescente John Clark. También comenzó a escribir para la pantalla, donde su primer crédito fue por The Cockleshell Heroes (1955). Otro guion señalado como suyo en este periodo fue The League of Gentlemen (1959), en la que también actuó.
Forbes murió en su casa de Virginia Water el 8 de mayo de 2013, a los 86 años.

## Premios y distinciones
Festival Internacional de Cine de San Sebastián
| Año  | Categoría                     | Película                      | Resultado |
| ---- | ----------------------------- | ----------------------------- | --------- |
| 1960 | Premio Zulueta al mejor actor | Objetivo: banco de Inglaterra | Ganador   |

Festival Internacional de Cine de Berlín
| Año  | Categoría        | Película       | Resultado |
| ---- | ---------------- | -------------- | --------- |
| 1967 | Premio Interfilm | The Whisperers | Ganador   |
| 1967 | Premio OCIC      | The Whisperers | Ganador   |